# Riccardo Montolivo
Riccardo Montolivo (phát âm tiếng Ý: [rikˈkardo montoˈlivo]; sinh ngày 18 tháng 1 năm 1985) là một cựu cầu thủ bóng đá người Ý chơi ở vị trí tiền vệ.
Là mẫu tiền vệ kiến thiết lối chơi sáng tạo và linh hoạt, Montolivo bắt đầu sự nghiệp tại Atalanta vào năm 2003 và chuyển tới Fiorentina vào 2005. Tại đây Montolivo có hơn 250 lần ra sân cho màu áo tím trong 7 năm trước khi chuyển tới A.C. Milan vào năm 2012 dưới dạng chuyển nhượng tự do. Sau mùa giải đầu tiên thi đấu thành công, Montolivo được trao băng đội trưởng Milan khi Massimo Ambrosini kết thúc hợp đồng với câu lạc bộ.
Montolivo có lần đầu khoác áo đội tuyển quốc gia năm 2007 trong trận gặp Nam Phi và đã góp mặt trong bốn giải đấu lớn là FIFA Confederatiosn Cup 2009, 2013, World Cup 2010 và Euro 2012; Montolivo cũng là thành viên đội tuyển Olympic Italia tham dự Thế vận hội Mùa hè 2008.

## Sự nghiệp cấp câu lạc bộ

### Atalanta
Montolivo trưởng thành từ lò đào tạo trẻ của Atalanta, anh có trận đầu tiên cho đội một khi vào sân thay người ở phút 81 trận gặp Piacenza tại Serie B. Từ sau lần đầu tiên được đá chính trong trận thắng Hellas Verona 2-1, Montolivo chiếm một vị trí chính thức trong đội hình Atalanta và có bàn thắng đầu tiên trong trận thắng Bari 2-0. Kết thúc mùa giải Serie B 2003-04 Atalanta đứng thứ 5 và được lên hạng sau khi chiến thắng trong lượt play-off. Cuối mùa giải Inter Milan bày tỏ quan tâm tới Montolivo nhưng anh quyết định ở lại Atalanta. Montolivo chơi tốt trong mùa giải đầu tiên của mình tại Serie A với 3 bàn thắng sau 32 trận đấu, nhưng Atalanta chỉ đứng chót bảng và pha xuống hạng.

### Fiorentina

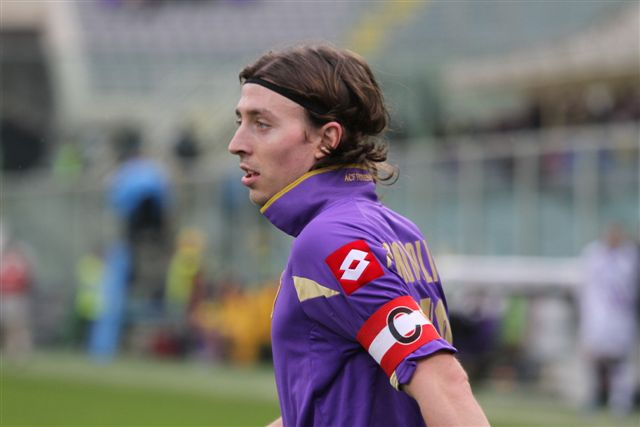
Montolivo, đội trưởng Fiorentina năm 2011

Mùa hè 2005, Fiorentina chiêu mộ Montolivo với giá 3.5 triệu € theo dạng đồng sở hữu, anh ký hợp đồng 5 năm và chọn số áo 18. Montolivo không có nhiều cơ hội đá chính trong mùa giải đầu tiên tại câu lạc bộ mới, do anh vẫn là một cầu thủ trẻ còn non kinh nghiệm và huấn luyện viên Cesare Prandelli đang có trong tay một đội hình ổn định và gắn kết. Montolivo có trận đấu đầu tiên trong màu áo tím gặp Inter Milan, Fiorentina thua 1-2. Không được thi đấu thường xuyên nhưng Montolivo vẫn được huấn luyện viên Pierluigi Casiraghi triệu tập vào đội tuyển U-21 Ý và trở thành một nhân tố chủ chốt.
Mùa hè 2006, Fiorentina bị phạt trừ điểm tại Serie A do liên quan tới vụ scandal Calcipoli, nhưng vẫn quyết định ký hợp đồng sở hữu chính thức Montolivo với giá 2 triệu €. Mùa giải thứ hai trải qua tốt đẹp với Montolivo khi anh bắt đầu chiếm vị trí chính thức với 36 lần ra sân và ghi 2 bàn.
Mùa giải 2007-08 bắt đầu rất tốt với Montolivo khi anh và cầu thủ chơi tốt nhất trong trận mở màn gặp Empoli, với bàn thắng rất đẹp từ một cú lốp bóng. Trong mùa giải thứ 3 tại Fiorentina, Montolivo dần khẳng định mình là một trong những tài năng trẻ sáng giá nhất của bóng đá Ý thời điểm đó. Phong độ tốt giúp anh được triệu tập vào đội Olympic Italia tham dự Thế vận hội Bắc Kinh 2008.
Chấn thương tại Olympic khiến Montolivo bỏ lỡ trận khai màn mùa giải 2008-09 gặp Juventus. Montolivo kết thúc mùa giải với 4 bàn thắng và lần đầu tiên đeo băng đội trưởng Fiorentina trong trận thua 0-1 trước Milan ngày 17 tháng 1 năm 2009.
Mùa giải 2009-10, Monolivo trở thành đội trưởng Fiorentina ở tuổi 25 sau khi Dario Dainelli rời câu lạc bộ. Montolivo thừa nhận sự ra đi của Dainelli và Martin Jørgensen phần nào làm suy yếu Fiorentina, nhưng sự xuất hiện của những Sébastien Frey hay Marco Donadel giúp Fiorentina đảm bảo một đội hình đủ sức cạnh tranh. Mặc dù nhận được nhiều quan tâm từ các câu lạc bộ lớn, Montolivo tuyên bố Fiorentina là nhà và chỉ muốn ở lại
. Dù gặp chấn thương mắt cá chân và phải phẫu thuật, phong độ ổn định của Montolivo với 2 bàn thắng sau 29 trận giúp anh được triệu tập vào đội tuyển Italia tham dự World Cup 2010.
Mùa giải 2011-12, Montolivo thừa nhận mình sẽ rời Fiorentina khi hợp đồng kết thúc vào cuối mùa giải để gia nhập một đội bóng cân bằng và cạnh tranh cao hơn. Montolivo bị tước băng đội trưởng và chuyển giao cho Alessandro Gamberini. Trong mùa giải cuối cùng, Montolivo có trận đấu thứ 200 trong màu áo tím ngày 27 tháng 11 năm 2011, Fiorentina thua Palermo 0-2.

### Milan

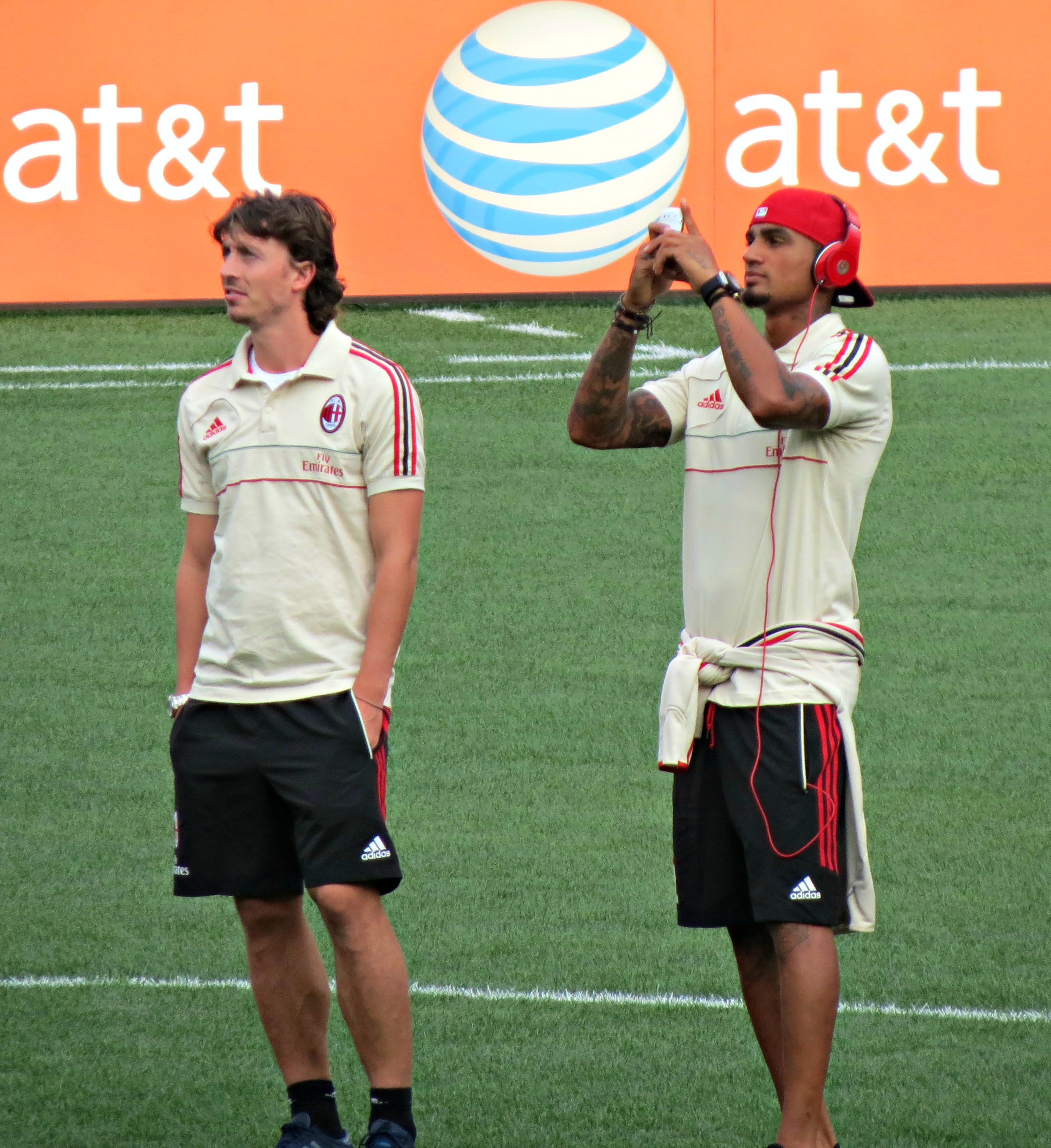
Montolivo và Kevin-Prince Boateng năm 2012

Tháng Năm 2012, huấn luyện viên trưởng A.C. Milan Massimiliano Allegri thông báo Montolivo có thể gia nhập câu lạc bộ vào cuối mùa dưới dạng chuyển nhượng tự do sau khi hợp đồng của anh với Fiorentina hết hạn vào 30 tháng Sáu. Montolivo sau đó ký hợp đồng 4 năm với Milan và tiếp tục chọn số áo 18, thừa kế từ Alberto Aquilani. Mùa giải đầu tiên của Montolivo trải qua rất tốt khi anh thi đấu nổi bật trong trận derby với Internazionale, ghi bàn đầu tiên trong trận hòa 2-2 với Palermo, trận đấu mà Montolivo chỉ vào sân từ phút 69 khi đội nhà đang bị dẫn 0-2 nhưng đã ghi bàn giúp Milan kiếm được một trận hòa. Montolivo kết thúc mùa giải đầu tiên với Milan khi trở thành một trong 2 cầu thủ ra sân nhiều nhất cho câu lạc bộ (cùng với Stephan El Shaarawy), và có lần đầu tiên đeo băng đội trưởng trong trận thắng Juventus 1-0. Ngày 11 tháng 6 năm 2013, Phó chủ tịch Milan Adriano Galliani tuyên bố Montolivo sẽ trở thành đội trưởng Milan trong mùa giải tới, sau khi đội trưởng Milan khi đó là Massimo Ambrosini tuyên bố không gia hạn hợp đồng với Rossoneri.

## Phong cách thi đấu
Montolivo là mẫu cầu thủ linh hoạt có khả năng thi đấu tại mọi vị trí trong hàng tiền vệ. Vị trí sở trường của anh là tiền vệ kiến thiết lùi sâu, vị trí giúp anh phát huy những điểm mạnh của mình như lối chơi kỹ thuật, sáng tạo, nhãn quan chiến thuật và khả năng chuyền dài chuẩn xác; bên cạnh đó Montolivo còn sở hữu những cú sút xa uy lực với độ chính xác cao. Những năm gần đây, Montolivo được đánh giá cao nhờ lối chơi đồng đội, khả năng hỗ trợ phòng ngự tốt và chuyển hướng tấn công nhanh, những phẩm chất khiến huấn luyện viên Siniša Mihajlović nhiều khi sử dụng anh như một tiền vệ thu hồi bóng. Montolivo đôi khi bị chỉ trích vì sự thiếu ổn định và lối chơi thiếu tốc độ.

## Đời tư
Montolivo có bố là người Ý và mẹ là người Đức . Anh trai của Montolivo, Luca, là một luật sư . Bên cạnh hộ chiếu Ý, Montolivo còn sở hữu hộ chiếu Đức. Montolivo có thể nói tiếng Đức rất tốt và tự nhận mình là người theo chủ nghĩa vô thần .
Thần tượng của Montolivo là Francesco Totti, Zinedine Zidane và Frank Lampard .